# Брезє-при-Оплотниці
Брезє-при-Оплотниці (словен. Brezje pri Oplotnici) — поселення в общині Оплотниця, Подравський регіон‎, Словенія.